# Resistencia
Resistencia és la capital i ciutat més gran de la província del Chaco al nord-est d'Argentina. Segons el cens de 2010, la població de la ciutat pròpiament dita era de 291.720 habitants. És l'àncora d'una àrea metropolitana més gran, la Gran Resistencia, que comprèn almenys tres municipis més per a una població total de 387.340 a partir del 2010. Aquesta conurbació és la més gran de la província i l'onzena més poblada del país. Es troba al llarg del riu Negro, un afluent del riu Paraná, molt més gran, enfront de la ciutat de Corrientes, província de Corrientes.
La zona va ser habitada originàriament per aborígens Guaycuru com els Tobas. La seva resistència a l'evangelització va posposar un important assentament europeu fins a finals del segle XIX. Fins al 1865 no es va establir un assentament adequat, i el 27 de gener de 1878, Resistencia es va establir formalment com a capital territorial. El govern nacional va donar suport a la immigració i el 1878 van arribar els primers immigrants italians . El primer Ajuntament estava format íntegrament per membres originaris d'aquell país.

## Persones notables
- Emilio Ambasz, arquitecte
- Miguel Ángel Carbonell, futbolista
- Elisa Carrió, política
- Emiliano Grillo, golfista professional
- Matías Martínez, futbolista
- Juan Manuel Silva, pilot de carreres
- Etel Solingen, politòleg